# Repušnica (Kutenya)
Repušnica falu Horvátországban, Sziszek-Monoszló megyében. Közigazgatásilag Kutenyához tartozik.

## Fekvése
Sziszek városától légvonalban 28, közúton 34 km-re keletre, községközpontjától  4 km-re északnyugatra, a Monoszlói-hegység szőlőültetvényekkel és erdővel borított déli lejtői és a Lónyamező keleti széle között fekszik. Területén halad át a Zágráb – Lipovac autópálya és a Zágrábot Belgráddal összekötő 10-es számú páneurópai vasútvonal.

## Története
A falu 1773-ban az első katonai felmérés térképén „Dorf Repusnicza” néven szerepel. A településnek 1857-ben 634, 1910-ben 865 lakosa volt. Belovár-Kőrös vármegye Krizsi, majd Kutenyai járásához tartozott. 1907-ben felépült az iskola első épülete. 1918-ban az új szerb-horvát-szlovén állam, majd később Jugoszlávia része lett. Önkéntes tűzoltóegyletét 1927-ben alapították. 1930-ban megalakult a település kulturális és művészeti egyesülete. 1934-ben megalapították a helyi labdarúgó egyesületet. A II. világháború idején a Független Horvát Állam része volt. A háború után a béke időszaka köszöntött a településre, enyhült a szegénység és sok ember talált munkát a közeli városokban. A repušnicai plébániát 1976-ban alapították. 1991. június 25-én a független Horvátország része lett. A településnek 2011-ben 1838 lakosa volt.

## Népesség
| Lakosság változása | Lakosság változása | Lakosság változása | Lakosság változása | Lakosság változása | Lakosság változása | Lakosság változása | Lakosság változása | Lakosság változása | Lakosság változása | Lakosság változása | Lakosság változása | Lakosság változása | Lakosság változása | Lakosság változása | Lakosság változása |
| ------------------ | ------------------ | ------------------ | ------------------ | ------------------ | ------------------ | ------------------ | ------------------ | ------------------ | ------------------ | ------------------ | ------------------ | ------------------ | ------------------ | ------------------ | ------------------ |
| 1857               | 1869               | 1880               | 1890               | 1900               | 1910               | 1921               | 1931               | 1948               | 1953               | 1961               | 1971               | 1981               | 1991               | 2001               | 2011               |
| 634                | 600                | 567                | 593                | 646                | 865                | 1.211              | 1.455              | 1.506              | 1.547              | 1.622              | 1.656              | 1.821              | 1.913              | 1.946              | 1.838              |

## Nevezetességei
- Tavelics Szent Miklós (Nikola Tavelić) tiszteletére szentelt római katolikus plébániatemplomát 1991 és 1998 között építették. 1998-ban szentelte fel Kuharić érsek.
- Védett népi építészeti emléke a Fumićeva utcában álló 92-es számú ház, melyet a 20. század elején építettek. Téglaalapokra épített emeletes faépület. Szűk homlokzatán a földszinten egy, az emeleten két kis ablak látható. Falai tölgyfa gerendákból épültek. A földszintről az emeletre egy külső lépcsőházon át lehet feljutni, mely egy emeleti előtérbe vezet. A tető fazsindellyel fedett.

## Kultúra
A település kulturális és művészeti egyesületét a KUD Repušnicát 1930-ban alapították. Az egyesületnek folklórcsoportja, énekkara, gyermekcsoportja és tamburazenekara működik.

## Sport
Az ŠNK Mladost Repušnica labdarúgóklubot 1934-ben alapították. A megyei első osztályban szerepel.